# Katilinovo spiknutí
Katilinovo spiknutí (někdy zvané Druhé Katilinovo spiknutí) bylo pokusem o státní převrat Luciem Sergiem Katilinou, jejímž cílem bylo svrhnout římské konzuly roku 63 př. n. l., Marca Tullia Cicerona a Gaia Antonia Hybridu, a násilně převzít vládu.
Spiknutí vzniklo po Katilinově porážce ve volbách roku 62 př. n. l., v nichž byl kandidátem na konzula. Sestavil koalici nespokojených – aristokratů, kterým voliči odepřeli politický pokrok, vyvlastněných farmářů a zadlužených vysloužilých Sullových vojáků – a plánoval se násilně zmocnit konzulátu. V listopadu roku 63 př. n. l. Cicero odhalil spiknutí, čímž Katilinu přiměl uprchnout z Říma a putovat ke své armádě v Etrurii. Následující měsíc Cicero odhalil devět dalších spiklenců spolupracujících s Katilinou v Římě a na radu senátu je nechal popravit. Začátkem ledna 62 př. n. l. byla Katilinova armáda poražena konzulem Hybridou v bitvě u Pistoii.
Odhalit pravdu o spiknutí je obtížné; je obecně známo, že starověké zdroje byly vůči Katilinovi silně zaujaté. Rozsah tohoto přehánění je nejasný a stále diskutovaný; většina klasicistů souhlasí s tím, že ke spiknutí došlo tak, jak je i tady popisováno – spíše než že by šlo o Ciceronův výmysl – ale připouští, že Katilinova skutečná hrozba byla zveličena.

## Dějiny
Katilinovo spiknutí bylo jediným vážným ozbrojeným povstáním proti Římu v období po Sullově pochodu na Řím a před Caesarovou občanskou válkou. Hlavní zdroje o spiknutí jsou proti němu zaujaté: Sallustova monografie O Katilinově spiknutí (De coniuratione Catilinae) a Ciceronův proslov proti Katilinovi (In Catilinam). Před spiknutím se Katilina podílel na Sullově diktatuře. Třebaže jeho rodina nedosáhla konzulátu už od pátého století př. n. l., měl stále vazby na aristokracii a byl jak nobilis tak patricij.
Katilina byl trestně stíhán v letech 65 a 64 př. n. l., ale poté, co v jeho obhajobu promluvilo několik bývalých konzulů, byl zproštěn viny. Jeho vliv i při jeho stíhání byl značný; například Cicero zvažoval kandidovat na konzulát roku 66 př. n. l. v koalici s ním. Některé antické zdroje tvrdí, že Katilina byl strůjcem tzv. Prvního Katilinova spiknutí, s cílem svrhnout konzuly už roku 65 př. n. l., ale současní odborníci toto obvinění pověřují za falešné.

### Příčiny a vznik
Katilina kandidoval na konzulát třikrát před rokem 63 př. n. l. a pokaždé prohrál. Po své porážce u konzulárních voleb v roce 63 př. n. l. – na konzulární období počínaje rokem 62 př. n. l. – začal Katilina plánovat převrat, aby se násilím zmocnil konzulátu, který mu byl odepřen.
Získal do svého kruhu řadu pochybných senátorů: Publia Cornelia Lentula Sura, bývalého konzula vyloučeného ze senátu pro nemravnost v roce 70. př. n. l.; Gaia Cornelia Cethega, Sertorova sympatizanta bez vyhlídky na povýšení; Publia Autronia Paeta, vítězného kandidáta na konzula ve volbách roku 66 př. n. l., jehož vítězství bylo anulováno a senátní mandát zrušen poté co byl odsouzen za korupci; a dva další senátoři vyloučeni pro nemravnost a úplatkářství. Ke spiknutí se připojili i další, kteří byli zbaveni cti, jako Lucius Cassius Longinus, který byl prétorem v roce 66 př. n. l. a prohrál jako kandidát na konzula ve volbách roku 63. př. n. l.; Lucius Calpurnius Bestia; a dva muži rodu Sulla.
V řadách spiknutí byly i nesenátoři. Klasicista Erich Gruen popisuje tyto muže jako „smíšené“ a dodává, že „jim nelze připsat jednotný záměr“. Někteří byli neúspěšnými kandidáty do komunálních voleb; jiní mohli být motivováni svými dluhy; další jen hledali zisk v chaosu; a někteří byli členy upadajících aristokratických rodin jako sám Katilina. Hlavně mobilizovali a hledali podporu u těch, kteří byli vysídleni Sullovou občanskou válkou, vyvlastněni Sullovými proskripcemi, a veteráni, kteří po neúrodách upadli do dluhů.
Antické zdroje obecně připisují jejich zapojení do spiknutí velké dluhy, které měl Katilinův puč údajně vymazat. Dnešní odborníci to však odmítají jako jedinou příčinu a považují i hanbu z nenaplněné politické ambice za klíčovou. Žádný z antických zdrojů, kromě Diona, nezmiňuje jakoukoliv souvislost mezi Katilinou a pozemkovou reformou; je ale pravděpodobné, že se Dio mýlí, protože pokud Katilina pozemkovou reformu prosazoval, Cicero by to měl zmínit. Tři spiklenci byli prohráli konzulární volby; další tři byli vyloučeni ze senátu; jiní zjistili, že nejsou schopni dosáhnout stejně vysokých úřadů jako jejich předci.
Spiknutí se však týkalo pouze římských občanů. Nezahrnovalo otroky, třebaže Cicero a další vyvolávali obavy z další otrocké vzpoury (předchozí otrocká vzpoura byla potlačena v roce 71 př. n. l.). Katilina neplánoval sociální revoluci, ale převrat, aby sebe a své spojence postavil do čela republiky.
Neúspěch Rullovy pozemkové reformy na začátku roku 63 př. n. l. vzbudil další nepokoj: návrh zákona by potvrdil pozemková práva Sullových veteránů na zabrané půdě a umožnil jim prodat svůj pozemek státu; dále by rozdal nové pozemky chudým vyvlastněným občanům. Neúspěch zákona v Římě přispěl k podpoře povstání mezi chudými. To bylo spojeno s všeobecnou finanční a ekonomickou krizí, začínající už za první mithridatské války o čtvrt století dříve. Kvůli obnovené poptávce po kapitálu v stabilitě zajištěné Pompeiovým vítězstvím ve třetí mithridatské válce lichváři vyhlašovali splatnost dluhů a zvýšili své úrokové sazby, což mnohé dostalo do bankrotu.

### Odhalení

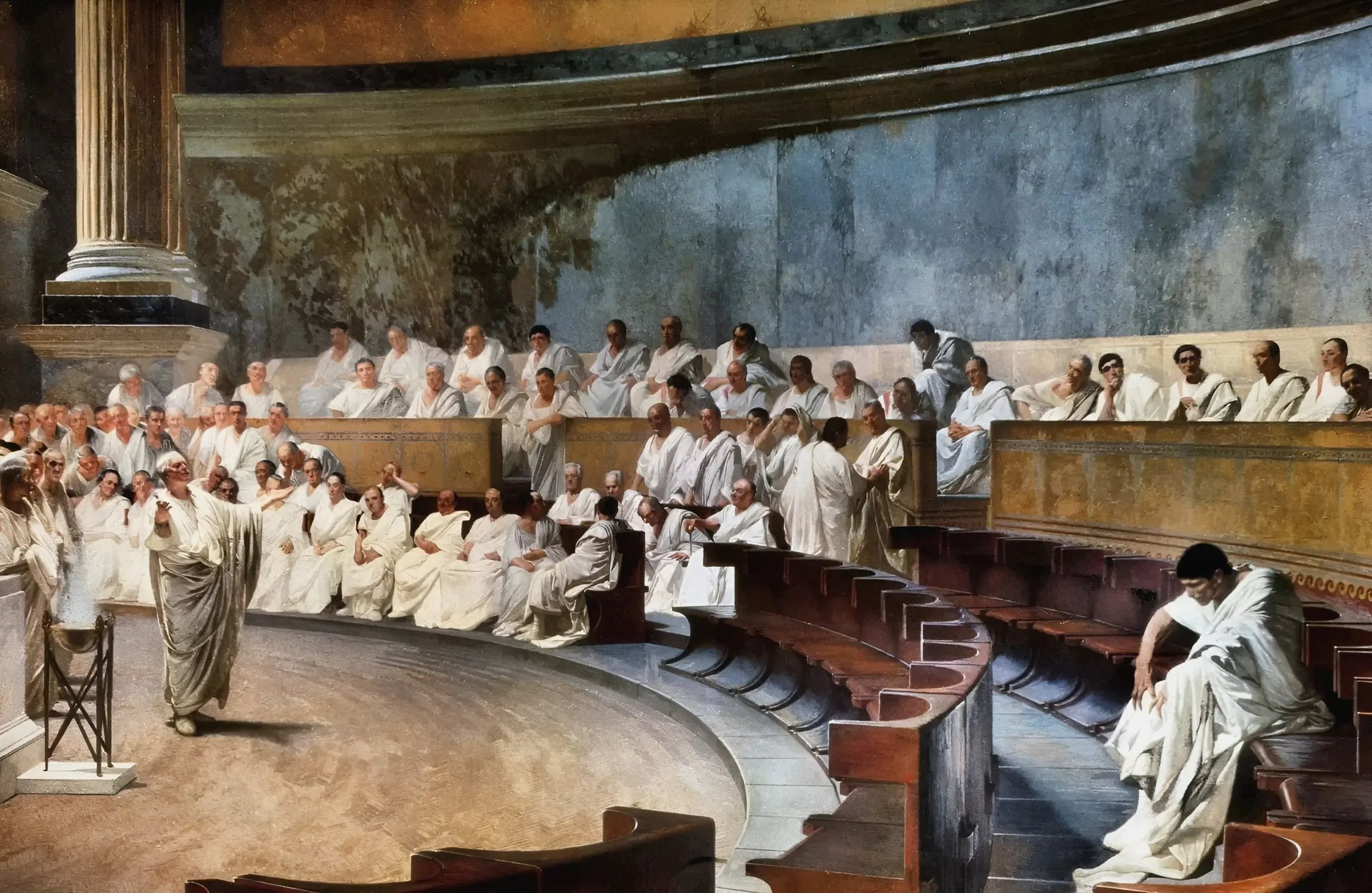
Obraz z 19. století od Cesare Maccariho ukazuje jak Cicero odsuzuje Katilinu v senátu., poznamenává, že toto idealizované zobrazení je „svůdnou fantazií okolností a prostředí“. Mezi muži nebyl věkový rozdíl: oběma mužům bylo kolem čtyřiceti.

Konzul Cicero slyšel zvěsti o spiknutí od ženy jménem Fulvia na podzim roku 63 př. n. l. První konkrétní důkaz poskytl Marcus Licinius Crassus, který 18. nebo 19. října předal Ciceronovi dopisy popisující plán na zabití významných občanů. Crassovy dopisy byly potvrzeny zprávami ozbrojených shromáždění na podporu spiknutí. V reakci na to senát přijal dekret, kterým vyhlásil tumultus (stav nouze) a po obdržení zpráv o ozbrojených mužích shromažďujících se v Etrurii schválil senatus consultum ultimum (ekvivalent stanného práva), kterým instruoval konzuly, aby udělali vše, co bylo potřeba v reakci na krizi. Do 27. října obdržel senát zprávy, že Gaius Manlius, bývalý setník a vůdce armády v Etrurii, vztyčil tábor poblíž města Faesulae. Někteří moderní historikové tvrdí, že Manliova vzpoura byla zpočátku nezávislá na Katilinových plánech; Berry 2020 (s. 32) to však odmítá. V reakci na hrozbu Cicero vyslal dva nedaleké prokonzuly a dva prétory, aby reagovali na možnost ozbrojeného povstání, s povolením nabrat vojáky a rozkazem udržovat noční hlídky.
Katilina zůstal ve městě. Přestože byl jmenován v dopisech zaslaných Crassovi, nebyly dostatečné důkazy jej obvinit. Ale poté co ho zprávy z Etrurie spojily přímo s povstáním, byl na začátku listopadu obžalován dle lex Plautia de vi (za veřejné násilí). Kolem 6. listopadu se spiklenci setkali a sehnali dva atentátníky pro plánovanou vraždu Cicerona. Cicero také tvrdil, že spiklenci plánovali vytvořit požár a zničit Řím; Sallust uvádí, že toto obvinění umožnilo Ciceronovi přesvědčit městský proletariát proti Katilinovi. Moderní odborníci ovšem nevěří, že by Katilina opravdu chtěl zničit město. Poté co 7. listopadu 63 př. n. l. přežil pokusy o atentát, nechal Cicero shromáždil senát a pronesl svou první řeč proti Katilinovi, kterou veřejně odsoudil spiknutí; Katilina se pokusil promluvit na svou obranu – mj. tím, že hanobil Cicerův původ – ale byl přehlušen. Okamžitě poté opustil město, aby se připojil k Manliovým mužům v Etrurii. V dopisu do Říma svěřil svou ženu pod ochranu přítele a odůvodnil své činy odepřenými poctami, popíraje jakékoli své zadlužení.
| „                                                   | Jaké to časy, jaké to mravy! Senát si je těchto věcí vědom. Konzul je vidí; a přesto tento muž žije. Žije? přichází dokonce do senátu, účastní se veřejných jednání, sleduje a dělá si zápisky. Odškrtává si pro popravu jména každého z nás. A my, jinak galantní muži, myslíme, že uspokojujeme naši povinnost k republice tím, že se vyhýbáme jeho útokům. Měl jsi být, Katilino, již dávno popraven příkazem konzulů. | “ |
| — z prvního proslovu proti Katilinovi, M. T. Cicero | |   |

### Manévry
Když Katilina dorazil do Manliova tábora, převzal konzulární atributy. Senát okamžitě zareagoval prohlášením Katiliny i Manlia hostes (veřejnými nepřáteli). Cassius Dio dodává, že Katilina byl okamžitě poté odsouzen na základě dřívějšího obvinění z vis (veřejného násilí). Senát také vyslal Ciceronova spolukonzula, Gaia Antonia Hybridu, aby vedl vojsko proti Katilinovi, a dal Ciceronovi zodpovědnost obrany města.

#### Poprava spiklenců
V této době vyslanci Allobrogů, galského kmenu, informovali Cicerona, že jim prétor Publius Cornelius Lentulus Sura nabídl spolupracovat s Katilinou. Cicero využil tyto vyslance jako dvojité agenty, kteří se setkali s Katilinovými přívrženci, aby mohli identifikovat co nejvíce členů spiknutí. S důkazy poskytnutými jejich pomocí bylo 2. nebo 3. prosince zatčeno pět mužů: Lentulus, Cethegus, Statilius, Gabinius a Caeparius. Poté, co vyslanci prozradili před senátem vše, co se dozvěděli, vězni svou vinu přiznali. Lentulus byl donucen vzdát se svého úřadu a ostatní byli odsouzeni k domácímu vězení.
Jistý občan se 4. prosince pokusil obvinit Crassa z účasti na spiknutí, ale jeho obvinění byla prokazatelně nepravdivá, a tak byl uvězněn. Téhož dne byl také učiněn pokus o osvobození vězňů. Na to senát zareagoval přesunutím debaty o osudu těchto vězňů – a čtyř dalších spiklenců, kteří utekli – na následující den.
Debata o osudu vězňů se odehrála v Chrámu Concordie. Cicero jako konzul byl zmocněn dříve schváleným vyhlášením senatus consultum ultimum podniknout jakékoli kroky, které považoval za nezbytné k ochraně státu. Tento dekret ovšem neposkytoval jakoukoliv právní imunitu pro konzulovy činy. Ciceronovým cílem při žádosti o schůzi senátu bylo pravděpodobně přenést zodpovědnost za popravy bez soudního procesu na senát jako celek. Když byl později obviněn z popravy občanů bez soudu, odůvodnil své jednání tím, že se řídil nezávaznými radami senátu.

Pořadí řečníků v senátu začalo se zvolenými konzuly a bývalými konzuly, kteří všichni promluvili ve prospěch trestu smrti. Ale když byl povolán Julius Caesar, který byl tehdy zvoleným prétorem, navrhl buď doživotní vězení, nebo vazbu do doby, kdy může být uskutečněn soud. Caesarův shovívavý postoj nabyl podporu mnoha senátorů, přestože byl podobně nezákonný – doživotní tresty nebyly povoleny bez soudu – a nepraktický. Cicero píše, že po Caesarově proslovu přerušil jednání a pronesl řeč vyzývající k okamžité akci. Převažující názor se ale nezměnil až do momentu, kdy promluvil bývalý kvestor Cato mladší. Plutarchovo shrnutí naznačuje, že Cato přednesl vášnivý a energický projev, který napadal Caesara osobně a naznačoval, že Caesar byl v komplotu se spiklenci. Podle Sallustova výkladu událostí Cato spílal senátu o úpadku morálky, kázně a drsnosti, která náležela jejich ctnostným předkům. Apeluje, že by poprava způsobila zběhnutí katilinců a že Katilina brzy zaútočí na město, Cato přesvědčil rozhodující většinu senátorů.
| „                                           | Buďte si tedy jisti, že když rozhodnete o osudu Publia Lentula o ostatních, že budete zároveň vynášet soud nad Katilinovou armádou a všemi spiklenci. Čím ráznější bude vaše rozhodnutí, tím menší bude jejich odvaha; ale pokud od vás uvidí sebemenší slabost, okamžitě budou před branami, naplněni bezuzdnou odvahou. Nemyslete si, že tuto zemi naši předkové udělali velikou mečem. Pokud by tomu tak bylo, měli bychom mnohem krásnější zem než oni, protože máme větší počet obyvatel a spojenců, nemluvě o zbraních a koních. Byly tu jiné vlastnosti, které je dělaly velkými, které my vůbec nemáme; píle doma, spravedlivá vláda v provinciích, svobodný duch ve vzájemné radě, oproštěn od viny a vášně. Namísto těchto hodnot máme přepych a chamtivost, veřejnou chudobu a soukromou zámožnost. Chválíme bohatství a následujeme nečinnost. | “ |
| — z proslovu Catona mladšího podle Sallusta | |   |

Když senát schválil návrh na popravu spiklenců bez soudu, nechal Cicero rozsudky vykonat, a po jejich provedení prohlásil vixerunt ("žili"). Poté byl senátory oslavován jako pater patriae ("otec vlasti").

#### Porážka
Poté co bylo zabito pět vězňů, se snížila veřejná podpora Katiliny. Někteří v Římě, zejména tehdejší tribun Metellus Nepos, navrhovali učinit velitelem zkušeného Pompeia na místo Antonia. Na začátku následujícího roku se poblíž Pistoii střetli Katilinovi zbývající vojáci, v počtu alespoň tří tisíců, s Antoniovým vojskem (Antonius ovšem tvrdil, že je nemocný a velení bylo předáno Marcu Petreiovi). Katilina byl poražen a zemřel; Antonius byl svými vojáky prohlášen jako imperator.

### Závěr

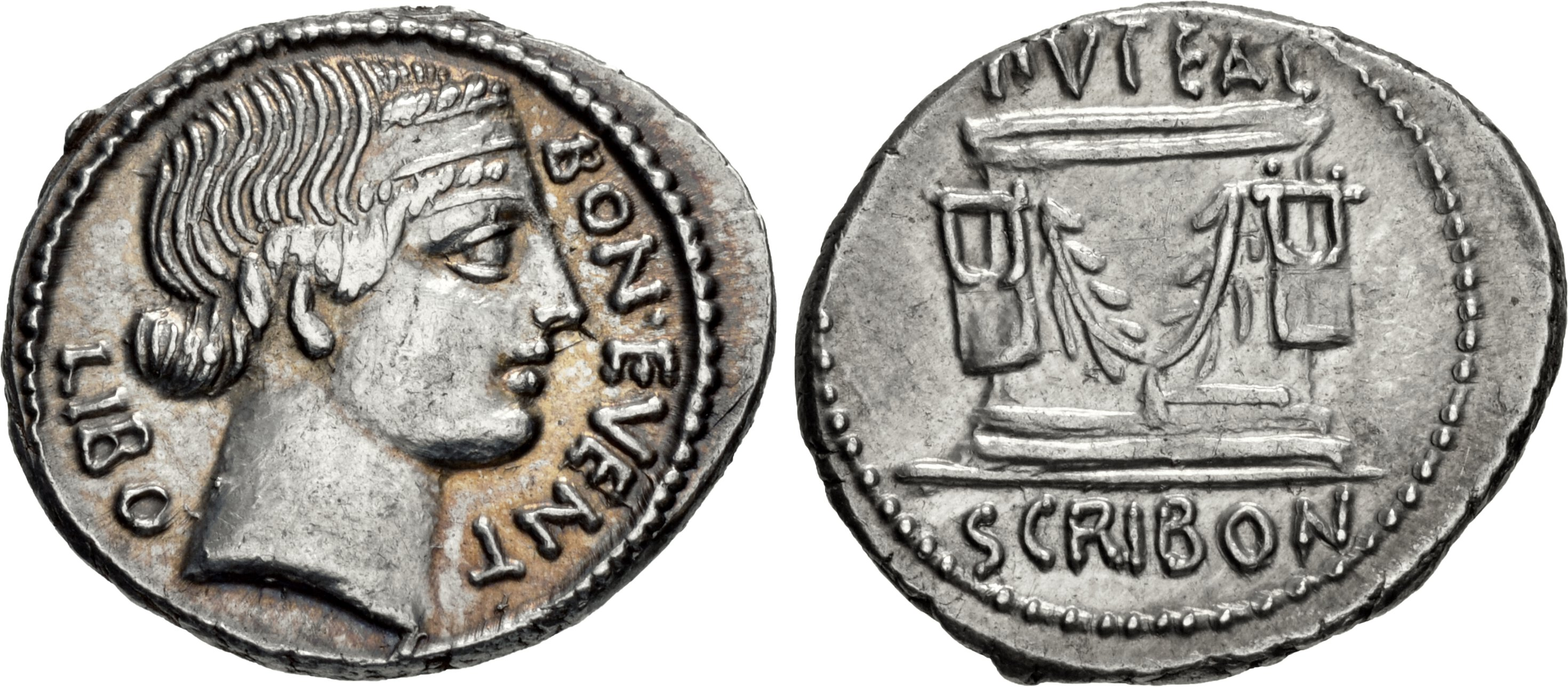
Denár Lucia Scribonia Libona z roku 62 př. n. l. Bonus eventus na rubu nejspíš odkazuje na Katilinovu porážku.

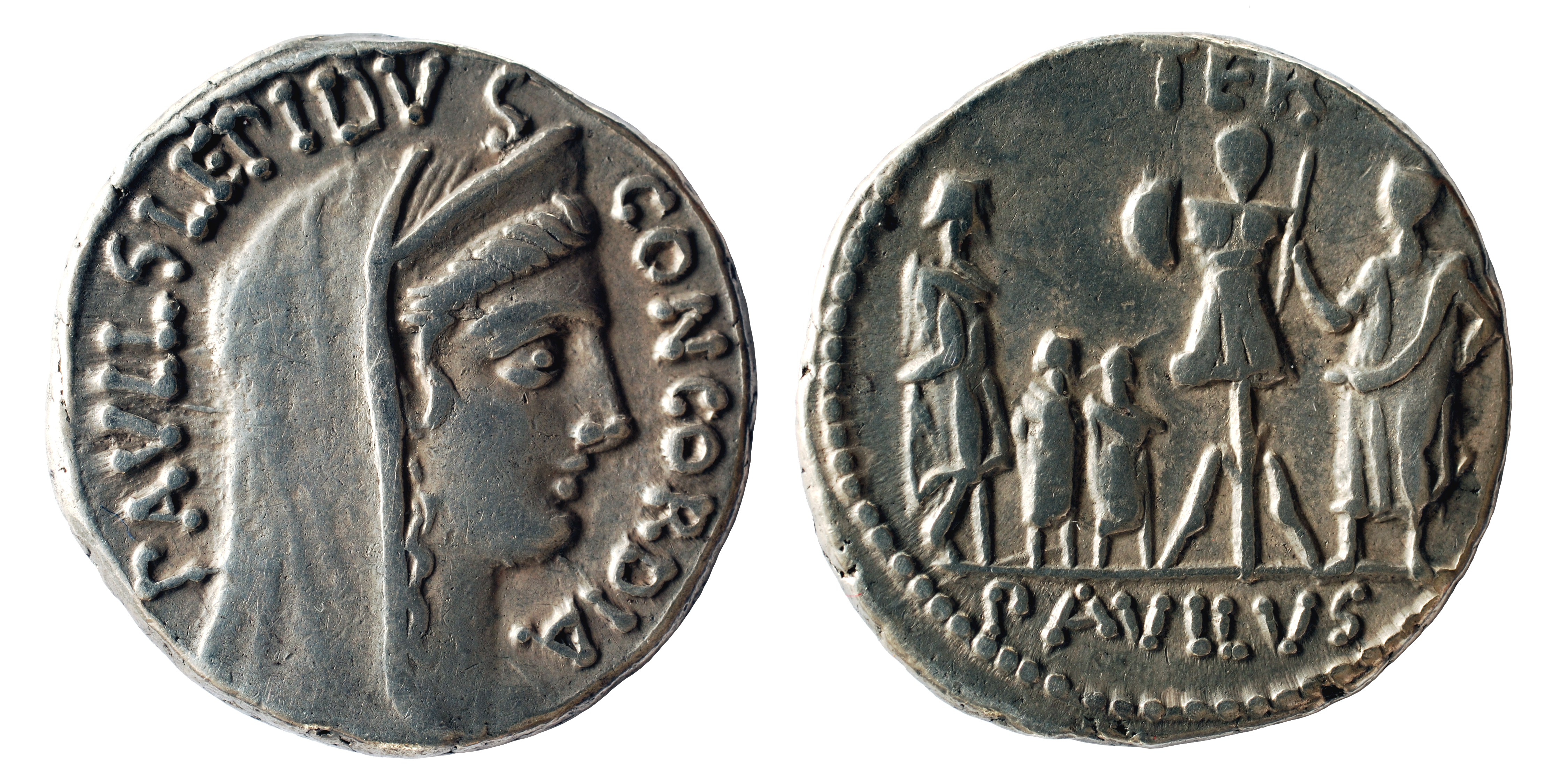
Denár Lucia Aemilia Paulla z roku 62 př. n. l. v památce na Katilinovu porážku. Na lícní straně zobrazuje bohyni Concordii (Svornost).

Přestože byl Cicero zpočátku oslavován za svou roli při záchraně státu, nebyla mu za to připsána všechna zásluha. Cato byl také oslavován za svou roli v přesvědčení senátu, aby jednal. Bezprostředně po popravách došlo k mnohostranné kritice Ciceronova postupu. Ciceronův finální konzulární projev byl vetován dvěma plebejskými tribuny. Jeden z nich, Quintus Caecilius Metellus Nepos, také usiloval o to, aby byl Cicero obžalován za popravu občanů bez soudu. Tomu zabránil senát hrozbou, že každého, kdo takové obvinění vznese, prohlásí za veřejného nepřítele.
V nadcházejících letech se Ciceronovi nepřátelé přeskupili; Publius Clodius Pulcher, plebejský tribun roku 58 př. n. l., nechal schválit retroaktivní zákon o vyhoštění každého, kdo popravil občana bez soudu. Okamžitě poté Cicero uprchl do Řecka. Jeho vyhnanství bylo eventuelně zrušeno a příští rok byl na Pompeiovu žádost povolán zpět do Říma. Názory na Ciceronův úspěch při obraně republiky jsou smíšené: zatímco Cicero tvrdí, že jeho činy byly potřeba pro záchranu republiky, a mnoho učenců toto uznává, klasicistka Harriet Flowerová píše, že „obcházel právo na spravedlivý proces a jiná lidská práva“ zároveň demonstroval svou „naprostou nedůvěru v soudní systém, na kterém měla být založena Sullova nová republika“.

## Historiografie

### Zaujatost antických zdrojů
Hlavními zdroji o spiknutí jsou Sallustova De coniuratione Catilinae a Ciceronovy proslovy proti Katilinovy (in Catilinam). Antické zdroje téměř vždy zastávaly protikatilinářský postoj. Záporný pohled na Katilinu se zachoval i v římské císařské kultuře.
Ciceronovo vyprávění je zjevně jednostranné a je dobře známo, že ve svých proslovech zveličoval hrozbu, kterou Katilina představoval. Svou stranu příběhu také vyprávěl ve své životopisné básni De consulatu suo. Ciceronovo vyprávění zmiňuje Katilinu jako vrchol nemravnosti a ignoruje ekonomickou tíhu doby. Jeho narativ také zveličuje jeho roli a ospravedlňuje jeho činy; orace samy byly publikovány (kolem roku 60 př. n. l.) s cílem bránit Cicerona před obviněními z nezákonného jednání.
Sallust nebyl v Římě přítomen v roce 63 př. n. l., ale nejspíš v zahraničí na vojenské službě. Jeho spis se zřejmě z velké části zakládá na Ciceronově vyprávění a soudobé orální historii.

Zaměření na morální úpadek jako hlavní příčin kolapsu republiky Sallusta přimělo podat ahistorický portrét Katiliny, který ignoruje podrobnosti ve prospěch jeho většího narativu. J. T. Ramsey v komentáři k edici Sallustovy historie píše:
| „ | Sallust neinformuje o postupné změně v Katilinově strategii, která se odehrávala při jeho neúspěšných kandidaturách na konzula. Sallust radši představuje Katilinu jakožto rozeného darebáka, plod zkaženého věku, který mířil k destrukci republiky od samého počátku. | “ |

Sallustova závislost na Ciceronově vyprávění jej vede k nekritickému přijetí jeho jednostranného narativu.

### Přílišný důraz
Antické i moderní historie se soustředí na způsoby, kterými Cicero obrátil aféru ve svůj politický prospěch. Pseudo-sallustská Invektiva proti Ciceronovi například obviňuje Cicera z cynického přetvoření občanského sporu ve svůj vlastní politický prospěch. Mnoho odobrníků spiknutí odmítá jako nevýznamnou záležitost, která pro republiku nepředstavovala vážnou hrozbu. Například Louis E. Lord v úvodu svého překladu Ciceronových In Catilinam z roku 1937 tvrdí o spiknutí, že je „jednou z nejznámějších a nejméně významných epizod římské historie“.
Odborníci také kritizují přecenění důležitosti Katilinova spiknutí, ale někteří také zdůrazňují, že tyto záležitosti nebyly bezvýznamné a že přiměly senát do akce. Erich Gruen v knížce Last generation of the Roman republic píše:
| „ | V zpětném pohledu je zřejmé, že tato událost neotřásla základy státu. Vládě nehrozilo opravdové nebezpečí pádu; spiknutí naopak ve společnosti posílilo zájem o řád a stabilitu. Nelze jej ale odmítnout jako malou a bezvýznamnou událost. Katilinovy motivace byly zřejmě osobní a nectnostné, ale hnutí jako celek ukázalo veřejnosti množství zakořeněných společenských nešvarů. [...] Podoba společnosti se nezměnila, [...] ale obtíže spodních vrstev přišly najevo. [...] Některé osobnosti našli důležitost odpovídat na tyto nesnáze. Například Catonem sponzorovaný obilný zákon z roku 62 př. n. l. zřejmě patří do tohoto kontextu [...] taktéž dva důležité zákony z let 59 a 55 př. n. l., které zmírnily strádání lidu. | “ |

### Příčiny spiknutí
Některá starší historiografie nahlížela na spiknutí z hlediska stranického konfliktu mezi optimáty a populáry. Zatímco zdroje někdy vkládají populárské projevy do úst Katiliny a dalších, dyadická povaha římské ústavy vyžaduje ospravedlnění protisenátské politiky apelem na lidovou suverenitu. Představenci lidu ani senátu si vzájemně nezpochybňovali legitimitu. Učenci se také přou o to, zda Katilina vůbec měl nějaké přívržence z řad městských plebejců, a zpochybňují pozdější Ciceronovy projevy spojující Clodia s Katilinou.
Zatímco historikové připouštějí, že Katilina mohl získat určitou podporu od Crassa a Caesara v jeho kandidaturách na konzulát v letech 63 a 62 př. n. l., tak že se tato podpora nevztahovala na spiknutí. Některé starší studie spekulovaly o Katilině jako loutce Crassa a Caesara; tato pozice je dlouhodobě diskreditována.

### Alternativní historie
Ti nejkritičtější historici tvrdí, že celé spiknutí vymyslel nebo podnítil Cicero pro svůj vlastní prospěch. Přehodnocení a obhajoba Katiliny začaly knihou Edwarda Spencera Beeslyho z roku 1878 Catiline, Clodius a Tiberius, ačkoli tato obrana postrádala důkazy a byla obecně špatně hodnocena. Dnes jsou nejčastěji citovanými obranami Waters 1970 a Seager 1973.
Historik Kenneth Waters prosazoval ideu, že popisy spiknutí byly motivovány z velké části Ciceronovou potřebou ukázat, že něčeho během konzulátu dosáhl. Po popisu Katilinova údajného plánu Walters píše, že je neuvěřitelný a že pokud je pravdivým, spiklenci by museli být nemožně neschopní. Tvrdí, že Katilina byl nucen opustit Řím pod útokem falešných obvinění do Etrurie, kde se přidal k již existující skupině rebelů v konfliktu s Ciceronovou politickou dominancí. Waters odmítá důkazy galských vyslanců jako Ciceronův výmysl, jehož cílem bylo poskytnout senátu důkazy o spiknutí, a vidí popravu spiklenců v Římě a Sallustovy zprávy, že u Pistoii nebyli přeživší spiklenci zajati, jako Ciceronův způsob odstranění možnosti dalšího zkoumání.
Historik Robin Seager hájil názor, že Katilinova účast ve spiknutí začala až po Ciceronově prvním proslovu proti Katilinovi a že když v listopadu opustil Řím, ještě se plně nerozhodnul vést vzpouru. Tvrdí také, že Manlius – kterého Cicero považoval jako Katilinova vojenského přidělence – jednal nezávisle na Katilinovi z vlastních důvodů. Katilina se teprve v Etrurii, na cestě do Massilie, spojil s Manliem – poté co dospěl k závěru, že by povstání ochránilo jeho důstojnost více než exil. Seager také odmítá společný plán mezi Katilinou a Lentulem s tím, že se Lentulus pravděpodobně připojil ke spiknutí v pozdější fázi, a to jen ve snaze vydělat na příležitosti. Dále spekuluje, že se touto akcí Cicero pokoušel odstranit nespolehlivé prvky před Pompeiovým návratem z vojenské kampaně, aby se vracející vojevůdce nechopil moci jako Sulla.
Většina historiků ovšem odmítá Watersovy a Seagerovy interpretace a přijímá historickou realitu Katilinova spiknutí.